# Lage vuurtoren van IJmuiden

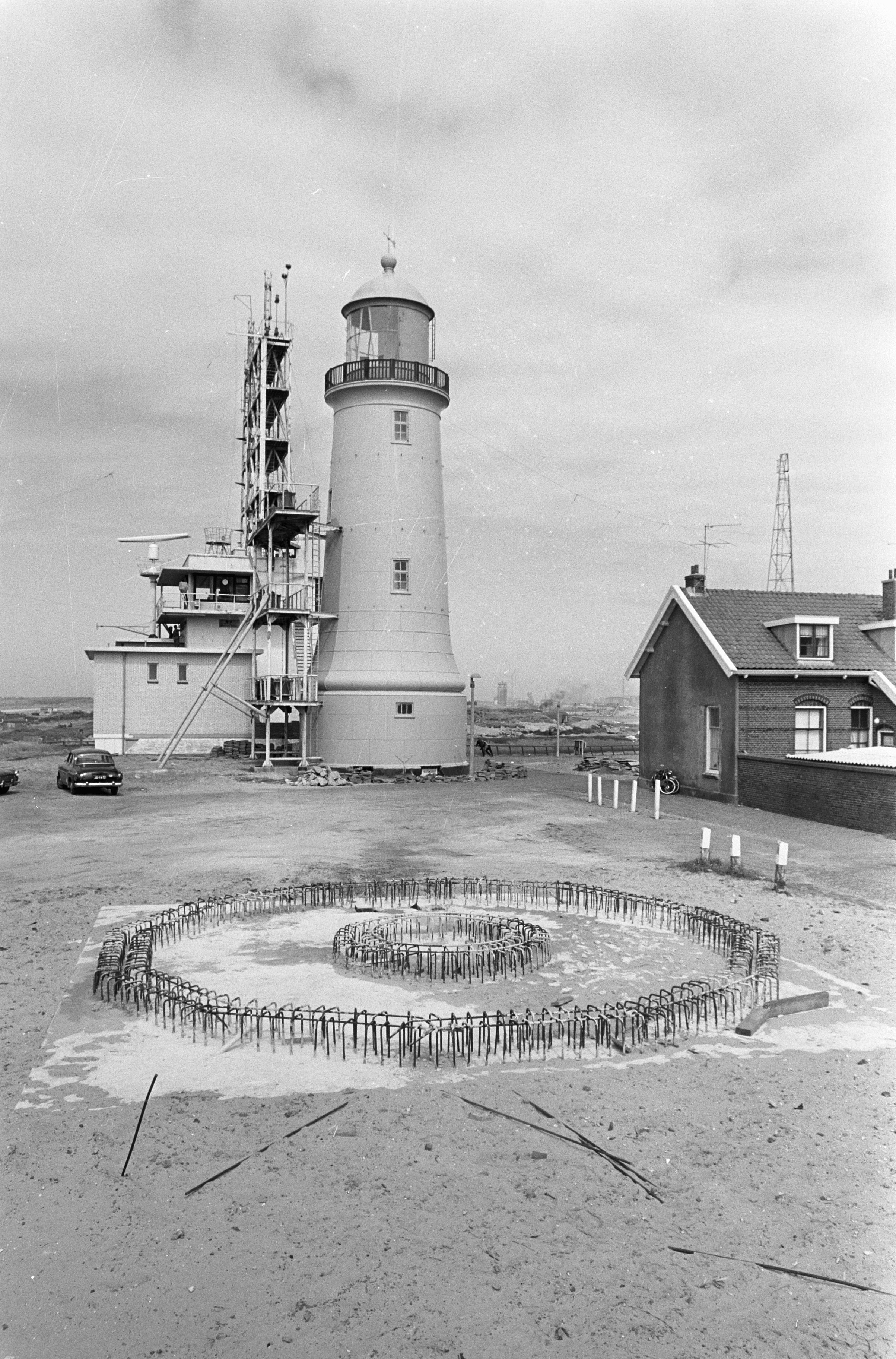
Verplaatsing in augustus 1966

De Lage vuurtoren van IJmuiden is een ronde, roodbruine, gietijzeren toren die is ontworpen door Quirinus Harder en is gebouwd tussen 1877 en 1878 door D.A. Schretlen & Co uit Leiden.
De toren heeft een hoogte van 24 meter en vormt samen met de hoge vuurtoren van IJmuiden een lichtenlijn die de IJgeul en de ingang van de haven markeert. De toren telt vijf verdiepingen en 88 treden.
De vuurtoren was identiek aan de gelijktijdig gebouwde hoge vuurtoren van IJmuiden. In 1909 zijn er echter de bovenste drie verdiepingen en het lichthuis er afgehaald en verplaatst naar Vlieland, daar doet dit geheel dienst als zelfstandige vuurtoren. Er kwam toen een nieuw lichthuis op vervaardigd door Penn & Bauduin.
Toen in eind jaren 60 van de 20ste eeuw de havendammen werden verlegd was het nodig de lichtenlijn aan te passen. Om die reden werd de toren in 1966 in zijn geheel 40 meter zuidelijker verplaatst naar een nieuw fundament.
Eind 1989 werd het uit 1909 geplaatste lichthuis vervangen door een nieuw exemplaar. Het oude lichthuis is tegenwoordig te vinden aan het Noordzeekanaal in Velsen-Noord.
Naast de toren is de in 1966 gebouwde Seinpoststelling te vinden. Tegenwoordig is hier een éénkamerhotel in gevestigd.

## Korte geschiedenis
- 1878: bouw voltooid
- 1879: licht ontstoken
- 1909: bovenstuk overgeplaatst naar Vlieland
- 1966: toren verrold in verband met wijziging lichtenlijn
- 1981: monumentstatus

## Licht
Het is een sectorlicht met twee witte sectoren en een rode sector.
Het witte licht heeft een lichtsterkte van 23.000 candela en een zichtbaarheid van 16 zeemijlen. Het rode licht heeft een lichtsterkte van 5.500 candela en is zichtbaar tot 13 zeemijlen.
Overdag is het een vast wit licht met een dracht van 5 zeemijl (zichtbaar op koersen van 90½° tot 110½°) wat samen met het hoge licht een lichtenlijn geeft van 100½°.